# Ludografi
Ludografi (av latinets ludo "leka", "spela" och grekiskans grapho, "skriva") är en sammanställning av spel – vanligen datorspel – skapade av till exempel en person eller ett företag. Jämför med bibliografi och diskografi.